# Super League 2022 (Cina)
La Chinese Super League 2022, nota come Ping An Chinese Super League 2022 per ragioni di sponsorizzazione, è la 63ª edizione del massimo livello del campionato cinese di calcio, disputato tra il 3 giugno 2022 e il 31 dicembre 2022. Lo Shandong Taishan è il campione in carica.

## Stagione

### Novità
Al termine della stagione 2021, sono stati retrocessi in China League One 2021 il Qingdao e il Dalian Pro. Tuttavia, a causa dello scioglimento societario del Chongqing Liangjiang, è stato ripescato in Super League il Dalian Pro.
Dato che la CFA ha deciso di ampliare le squadre partecipanti al campionato da 16 a 18, sono state promosse quattro squadre: il Wuhan San Zhen, il Meizhou Kejia, lo Zhejiang Pro, il Chengdu Rongcheng.
Inoltre il Wuhan ha cambiato il proprio nome in Wuhan Yangtze River nel marzo 2022

### Formula
Il 13 marzo 2022 sono stati annunciati il metodo di redazione e il programma della Super League 2022 fase 1, fase 2 e fase 3 e fase 4. Secondo la bozza il campionato sarebbe dovuto iniziare l'8 maggio ma è stato rimandato al 3 giugno 2022, come la conclusione è rimandata al 17 dicembre dal 13 novembre. Poiché la pandemia COVID-19 ha costretto diverse città al lockdown per la politica zero contagi del governo, come nelle edizioni 2020 e 2021, anche nella stagione 2022, il campionato si sarebbe giocato in campo neutro e così è stato fatto per la fase 1, invece per le fasi 2, 3 e 4 si è ristabilita la partita in casa e in trasferta ma a porte chiuse. Le quattro fasi decise si sono composte tramite sorteggio di ogni girone e di ogni turno, ogni squadra non può incontrare più di 2 volte la stessa squadra. I gironi in ogni turno sono 3 composti da 6 squadre ciascuno. Il numero totale di turni è 34 e la classifica è determinata in base al punteggio totale dopo il 34º turno, che è essenzialmente lo stesso del sistema con girone all'italiana esistente. Il 6 dicembre, a causa di tre turni rinviati, la CFA ha spostato la data di fine campionato dal 17 dicembre al 31 dicembre 2022.

## Squadre partecipanti
| Club                   | Stagione | Città     | Stadio                                               | Stagione 2022             |
| ---------------------- | -------- | --------- | ---------------------------------------------------- | ------------------------- |
| Beijing Guoan          |          | Pechino   | Stadio Fengtai di Pechino                            | 5º posto in Super League  |
| Cangzhou Mighty Lions  |          | Cangzhou  | Stadio Cangzhou                                      | 11º posto in Super League |
| Changchun Yatai        |          | Changchun | Stadio municipale di Changchun                       | 4º posto in Super League  |
| Chengdu Rongcheng      |          | Chengdu   | Chengdu Phoenix Hill Football Stadium                | 4º posto in CL1           |
| Dalian Pro             |          | Dalian    | Stadio del Centro sportivo di Dalian                 | 15º posto in Super League |
| Guangzhou              |          | Canton    | Stadio di Tianhe                                     | 3º posto in Super League  |
| Guangzhou City         |          | Canton    | Stadio Yuexiushan                                    | 7º posto in Super League  |
| Hebei                  |          | Langfang  | Stadio di Langfang                                   | 8º posto in Super League  |
| Henan Songshan Longmen |          | Zhengzhou | Stadio Hanghai di Zhengzhou                          | 10º posto in Super League |
| Meizhou Hakka          |          | Meizhou   | Huitang Stadium                                      | 2º posto in CL1           |
| Shandong Taishan       |          | Jinan     | Stadio del Centro sportivo olimpico di Jinan         | Campione di Cina          |
| Shanghai Port          |          | Shanghai  | Stadio calcistico di Pudong                          | 2º posto in Super League  |
| Shanghai Shenhua       |          | Shanghai  | Stadio Hongkou                                       | 9º posto in Super League  |
| Shenzhen               |          | Shenzhen  | Stadio del Centro sportivo universitario di Shenzhen | 6º posto in Super League  |
| Tianjin Jinmen Tiger   |          | Tientsin  | Stadio del Centro olimpico di Tientsin               | 12º posto in Super League |
| Wuhan Yangtze River    |          | Wuhan     | Centro sportivo Cinque anelli di Wuhan               | 14º posto in Super League |
| Wuhan Three Towns      |          | Wuhan     | Wuhan Sports Center                                  | 1º posto in CL1           |
| Zhejiang Pro           |          | Hangzhou  | Huzhou Olympic Sports Centre                         | 3º posto in CL1           |

## Allenatori

### Allenatori e primatisti
| Squadra                | Allenatore    | Calciatore più presente       | Cannoniere           |
| ---------------------- | ------------- | ----------------------------- | -------------------- |
| Beijing Guoan          |               | Kang Sang-woo (31)            | Zhang Yuning (19)    |
| Cangzhou Mighty Lions  |               |                               | José Kanté (14)      |
| Changchun Yatai        |               |                               |                      |
| Chengdu Rongcheng      |               |                               |                      |
| Dalian Pro             |               |                               | Lin Liangming (12)   |
| Guangzhou              |               |                               |                      |
| Guangzhou City         |               |                               |                      |
| Hebei                  |               |                               |                      |
| Henan Songshan Longmen |               |                               |                      |
| Meizhou Hakka          |               |                               |                      |
| Shandong Taishan       |               |                               | Crysan (25)          |
| Shanghai Port          |               | Lü Wenjun, Wang Shenchao (31) | Wu Lei (11)          |
| Shanghai Shenhua       |               |                               |                      |
| Shenzhen               |               |                               |                      |
| Tianjin Jinmen Tiger   |               |                               |                      |
| Wuhan Three Towns      | Pedro Morilla | Davidson (31)                 | Marcão (27)          |
| Wuhan Yangtze River    |               |                               |                      |
| Zhejiang Pro           |               |                               | Nyasha Mushekwi (18) |

## Classifica Finale
|                 | Pos. | Squadra                  | Pt | G  | V  | N  | P  | GF | GS  | DR  |
| --------------- | ---- | ------------------------ | -- | -- | -- | -- | -- | -- | --- | --- |
| Cina (bandiera) | 1.   | Wuhan San Zhen           | 78 | 34 | 25 | 3  | 6  | 91 | 28  | +63 |
| [ 4 ]           | 2.   | Shandong Taishan         | 78 | 34 | 25 | 3  | 6  | 87 | 29  | +58 |
|                 | 3.   | Zhejiang Zhiye           | 65 | 34 | 18 | 11 | 5  | 64 | 28  | +36 |
|                 | 4.   | Shanghai Haigang         | 65 | 34 | 20 | 5  | 9  | 55 | 25  | +30 |
|                 | 5.   | Chengdu Rongcheng        | 65 | 34 | 18 | 11 | 5  | 49 | 28  | +21 |
|                 | 6.   | Henan S.L.               | 59 | 34 | 17 | 8  | 9  | 60 | 32  | +28 |
|                 | 7.   | Beijing Guoan            | 58 | 34 | 17 | 7  | 10 | 57 | 49  | +8  |
|                 | 8.   | Tianjin Jinmen Hu        | 49 | 34 | 14 | 7  | 13 | 45 | 42  | +3  |
|                 | 9.   | Meizhou Kejia            | 49 | 34 | 14 | 7  | 13 | 43 | 41  | +2  |
|                 | 10.  | Shanghai Shenhua (-6)    | 47 | 34 | 14 | 11 | 9  | 42 | 34  | +8  |
|                 | 11.  | Dalian Pro               | 45 | 34 | 12 | 9  | 12 | 49 | 53  | -4  |
|                 | 12.  | Cangzhou Xiongshi        | 44 | 34 | 11 | 11 | 12 | 47 | 51  | -4  |
|                 | 13.  | Changchun Yatai          | 44 | 34 | 11 | 11 | 12 | 49 | 50  | -1  |
|                 | 14.  | Shenzhen                 | 30 | 34 | 9  | 3  | 22 | 29 | 74  | -45 |
|                 | 15.  | Guangzhou Cheng          | 23 | 34 | 6  | 5  | 23 | 32 | 62  | -30 |
|                 | 16.  | Wuhan Yangtze River (-9) | 19 | 34 | 8  | 4  | 22 | 34 | 71  | -37 |
|                 | 17.  | Guangzhou                | 17 | 34 | 3  | 8  | 23 | 24 | 63  | -39 |
|                 | 18.  | Hebei FC (-9)            | -3 | 34 | 2  | 0  | 32 | 18 | 115 | -97 |

Legenda:

      Campione della Cina e ammessa alla fase a gironi della AFC Champions League 2023-2024
       Ammessa alla fase a gironi della AFC Champions League 2023-2024
       Ammessa ai preliminari della AFC Champions League 2023-2024 
      Retrocessa in China League One 2023
Regolamento:
Tre punti a vittoria, uno a pareggio, zero a sconfitta.
In caso di arrivo di due o più squadre a pari punti, la graduatoria verrà stilata secondo la classifica avulsa tra le squadre interessate che prevede, in ordine, i seguenti criteri:
- Punti negli scontri diretti.
- Differenza reti negli scontri diretti.
- Differenza reti generale.
- Reti realizzate in generale.
- Sorteggio.

Note:
Dopo che il Dalian Pro aveva sconfitto il Guangzhou City 2-0, la Federcalcio cinese ha assegnato al Guangzhou City una vittoria per 3-0 a causa del fatto che il Dalian Pro non ha schierato almeno un giocatore U-23 in campo per tutti i 90 minuti di gioco.
Il Wuhan Yangtze River e l'Hebei hanno scontato 3 punti di penalizzazione per inadempienze finanziarie nel pagamento degli stipendi nel periodo di giugno. Successivamente le due squadre insieme allo Shanghai Shenhua hanno scontato ulteriori 6 punti per il mancato pagamento degli stipendi nel periodo di ottobre.
Per motivi propri, lo Shenzhen ha rinunciato alla partita con l'Henan ed è stato condannato a una sconfitta per 0-3
Il Tianjin Jinmen Tigers ha rinunciato alle partite contro lo Zhejiang e il Dalian Pro e il Wuhan Three Towns per motivi personali ed è stato condannato a tre sconfitte per 0-3
Per motivi propri, l'Hebei ha rinunciato alla partita con il Cangzhou ed è stato condannato a una sconfitta per 0-3
Per motivi propri, il Meizhou Hakka ha rinunciato alla partita con lo Shandong ed è stato condannato a una sconfitta per 0-3
Per motivi propri, il Beijing Guoan ha rinunciato alle partite con lo Shanghai Port e lo Shandong Taishan ed è stato condannato a due sconfitte per 0-3

## Squadra campione
| Formazione tipo (3-4-3)                                                              | Giocatori (presenze)      |
| ------------------------------------------------------------------------------------ | ------------------------- |
| Liu D. Liu Y. Wallace Ren H. Zhang X. Den H. He C. Stanciu Xie P. Ademilson Davidson | Liu Dianzuo (26)          |
| Liu D. Liu Y. Wallace Ren H. Zhang X. Den H. He C. Stanciu Xie P. Ademilson Davidson | Wallace (20)              |
| Liu D. Liu Y. Wallace Ren H. Zhang X. Den H. He C. Stanciu Xie P. Ademilson Davidson | Liu Yiming (24)           |
| Liu D. Liu Y. Wallace Ren H. Zhang X. Den H. He C. Stanciu Xie P. Ademilson Davidson | Ren Hang (23)             |
| Liu D. Liu Y. Wallace Ren H. Zhang X. Den H. He C. Stanciu Xie P. Ademilson Davidson | Zhang Xiaobin (30)        |
| Liu D. Liu Y. Wallace Ren H. Zhang X. Den H. He C. Stanciu Xie P. Ademilson Davidson | Deng Hanwen (29)          |
| Liu D. Liu Y. Wallace Ren H. Zhang X. Den H. He C. Stanciu Xie P. Ademilson Davidson | He Chao (28)              |
| Liu D. Liu Y. Wallace Ren H. Zhang X. Den H. He C. Stanciu Xie P. Ademilson Davidson | Nicolae Stanciu (27)      |
| Liu D. Liu Y. Wallace Ren H. Zhang X. Den H. He C. Stanciu Xie P. Ademilson Davidson | Xie Pengfei (30)          |
| Liu D. Liu Y. Wallace Ren H. Zhang X. Den H. He C. Stanciu Xie P. Ademilson Davidson | Davidson (33)             |
| Liu D. Liu Y. Wallace Ren H. Zhang X. Den H. He C. Stanciu Xie P. Ademilson Davidson | Ademilson (28)            |
| Liu D. Liu Y. Wallace Ren H. Zhang X. Den H. He C. Stanciu Xie P. Ademilson Davidson | Allenatore: Pedro Morilla |
| Altri giocatori: Wu Fei (7).                                                         |                           |

## Risultati

### Tabellone
|                     | Bei  | Can  | Cha  | Che  | Dal  | Gua  | GuC  | Heb  | Hen  | Mei  | ShT  | SPo  | SSh  | She  | Tia  | WTT  | WYR  | Zhe  |
| ------------------- | ---- | ---- | ---- | ---- | ---- | ---- | ---- | ---- | ---- | ---- | ---- | ---- | ---- | ---- | ---- | ---- | ---- | ---- |
| Beijing Guoan       | –––– | 1-2  | 3-0  | 0-0  | 1-3  | 4-1  | 1-0  | 3-1  | 2-1  | 0-0  | 3-3  | 0-3  | 0-2  | 4-1  | 1-0  | 0-2  | 3-1  | 2-2  |
| Cangzhou M. Lions   | 1-1  | –––– | 1-2  | 0-0  | 1-1  | 2-0  | 0-0  | 3-0  | 1-1  | 1-1  | 0-2  | 0-0  | 0-3  | 1-2  | 0-2  | 0-4  | 1-0  | 1-1  |
| Changchun Yatai     | 0-1  | 0-2  | –––– | 0-1  | 1-1  | 0-0  | 4-1  | 4-1  | 0-0  | 1-0  | 1-2  | 1-4  | 0-0  | 1-0  | 2-3  | 1-2  | 2-0  | 1-1  |
| Chengdu Rongcheng   | 2-3  | 1-1  | 2-2  | –––– | 3-0  | 2-0  | 3-0  | 6-0  | 0-0  | 0-0  | 2-1  | 0-0  | 3-2  | 2-2  | 2-1  | 1-0  | 3-1  | 1-1  |
| Dalian Pro          | 2-2  | 2-0  | 2-2  | 2-0  | –––– | 1-1  | 0-3  | 2-1  | 0-2  | 2-1  | 1-3  | 1-1  | 1-2  | 5-1  | 0-2  | 1-2  | 2-1  | 1-1  |
| Guangzhou           | 1-3  | 3-3  | 1-4  | 1-2  | 0-0  | –––– | 0-0  | 1-0  | 1-1  | 1-3  | 2-4  | 0-1  | 0-1  | 4-1  | 0-0  | 1-2  | 0-1  | 1-5  |
| Guangzhou City      | 1-2  | 1-4  | 1-3  | 1-2  | 0-3  | 1-0  | –––– | 4-1  | 0-3  | 0-1  | 0-1  | 1-2  | 1-1  | 1-1  | 2-0  | 0-3  | 0-5  | 2-4  |
| Hebei               | 0-4  | 0-5  | 1-7  | 0-1  | 1-4  | 0-1  | 0-4  | –––– | 0-4  | 0-4  | 0-7  | 0-2  | 1-3  | 2-0  | 3-4  | 0-4  | 2-1  | 1-6  |
| Henan S. L.         | 3-0  | 3-0  | 6-2  | 0-1  | 2-2  | 2-1  | 2-1  | 1-0  | –––– | 0-1  | 4-1  | 1-2  | 1-1  | 3-0  | 0-1  | 0-3  | 3-0  | 3-1  |
| Meizhou Hakka       | 2-2  | 4-1  | 1-0  | 1-2  | 4-2  | 1-0  | 2-1  | 6-0  | 3-2  | –––– | 1-2  | 0-1  | 0-1  | 1-0  | 1-1  | 1-2  | 2-1  | 0-0  |
| Shandong Taishan    | 3-0  | 2-3  | 4-0  | 2-1  | 3-0  | 3-0  | 2-0  | 4-0  | 2-0  | 3-0  | –––– | 3-1  | 2-0  | 8-0  | 4-1  | 1-1  | 5-0  | 1-0  |
| Shanghai Port       | 0-1  | 2-0  | 4-0  | 3-0  | 2-1  | 1-0  | 2-0  | 2-1  | 1-3  | 7-0  | 2-0  | –––– | 1-1  | 2-0  | 1-0  | 0-1  | 0-1  | 1-1  |
| Shanghai Shenhua    | 1-2  | 1-2  | 0-0  | 0-2  | 1-2  | 2-1  | 1-1  | 1-0  | 1-0  | 1-0  | 2-1  | 2-0  | –––– | 2-0  | 1-1  | 1-1  | 2-0  | 0-2  |
| Shenzhen            | 2-1  | 1-0  | 0-2  | 2-0  | 0-2  | 2-1  | 0-3  | 2-1  | 0-2  | 1-2  | 0-4  | 0-3  | 0-0  | –––– | 2-3  | 0-4  | 1-2  | 0-2  |
| Tianjin J. T.       | 1-2  | 3-0  | 2-2  | 1-1  | 0-3  | 0-0  | 1-0  | 5-0  | 1-1  | 1-0  | 0-1  | 1-0  | 2-1  | 1-2  | –––– | 0-1  | 3-1  | 1-2  |
| Wuhan Three Towns   | 5-1  | 3-4  | 2-3  | 0-1  | 4-0  | 6-0  | 4-1  | 5-0  | 1-3  | 3-0  | 1-1  | 2-1  | 4-2  | 5-1  | 3-0  | –––– | 5-0  | 2-0  |
| Wuhan Yangtze River | 1-4  | 1-4  | 1-1  | 0-1  | 3-0  | 2-1  | 2-1  | 2-1  | 2-2  | 0-0  | 1-2  | 1-2  | 2-2  | 0-3  | 0-3  | 1-3  | –––– | 0-3  |
| Zhejiang Pro        | 2-0  | 3-3  | 0-0  | 1-1  | 2-0  | 3-0  | 2-0  | 3-0  | 0-1  | 2-0  | 2-0  | 2-1  | 1-1  | 0-2  | 3-0  | 2-1  | 4-0  | –––– |

## Statistiche

### Squadre

#### Capoliste solitarie
|    | —— | ——  | —— | —— | —— | ——                | ——                | ——                | ——                | ——                | ——                | ——                | ——                | ——                | ——                | ——                | ——                | ——                | ——                | ——                | ——  | ——  | ——  | ——  | ——  | ——  | ——  | ——       | ——       | ——       | ——  | ——  | ——  | —— |  |
|    |    | WYR |    |    |    | Wuhan Three Towns | Wuhan Three Towns | Wuhan Three Towns | Wuhan Three Towns | Wuhan Three Towns | Wuhan Three Towns | Wuhan Three Towns | Wuhan Three Towns | Wuhan Three Towns | Wuhan Three Towns | Wuhan Three Towns | Wuhan Three Towns | Wuhan Three Towns | Wuhan Three Towns | Wuhan Three Towns |     |     |     | Sha |     |     |     | Wuhan TT | Wuhan TT | Wuhan TT |     |     |     |    |  |
|    |    |     |    |    |    |                   |                   |                   |                   |                   |                   |                   |                   |                   |                   |                   |                   |                   |                   |                   |     |     |     |     |     |     |     |          |          |          |     |     |     |    |  |
|    |    |     |    |    |    |                   |                   |                   |                   |                   |                   |                   |                   |                   |                   |                   |                   |                   |                   |                   |     |     |     |     |     |     |     |          |          |          |     |     |     |    |  |
| 1ª | 2ª | 3ª  | 4ª | 5ª | 6ª | 7ª                | 8ª                | 9ª                | 10ª               | 11ª               | 12ª               | 13ª               | 14ª               | 15ª               | 16ª               | 17ª               | 18ª               | 19ª               | 20ª               | 21ª               | 22ª | 23ª | 24ª | 25ª | 26ª | 27ª | 28ª | 29ª      | 30ª      | 31ª      | 32ª | 33ª | 34ª |    |  |

#### Classifica in divenire
|               | 1ª | 2ª | 3ª | 4ª | 5ª | 6ª | 7ª | 8ª | 9ª | 10ª | 11ª | 12ª | 13ª | 14ª | 15ª | 16ª | 17ª | 18ª | 19ª | 20ª | 21ª | 22ª | 23ª | 24ª | 25ª | 26ª | 27ª | 28ª | 29ª | 30ª | 31ª | 32ª | 33ª | 34ª |
|               |    |    |    |    |    |    |    |    |    |     |     |     |     |     |     |     |     |     |     |     |     |     |     |     |     |     |     |     |     |     |     |     |     |     |
| ------------- | -- | -- | -- | -- | -- | -- | -- | -- | -- | --- | --- | --- | --- | --- | --- | --- | --- | --- | --- | --- | --- | --- | --- | --- | --- | --- | --- | --- | --- | --- | --- | --- | --- | --- |
| Beijing G.    | 0  | 3  | 6  | 7  | 10 | 11 | 12 | 15 | 16 | 16  | 16  | 16  | 19  | 22  | 22  | 23  | 23* | 26  | 27* | 27* | 30  | 31  | 40* | 40  | 43  | 46  | 49  | 49  | 49  | 52  | 55  | 58  | 58  | 58  |
| Cangzhou      | 3  | 4  | 5  | 5  | 5  | 6  | 6  | 7  | 7  | 7   | 10  | 10* | 10* | 10  | 11* | 10  | 15* | 18  | 18  | 18* | 21  | 22  | 26* | 26  | 27  | 28  | 31  | 34  | 34  | 37  | 38  | 38  | 41  | 44  |
| Changchun     | 3  | 4  | 5  | 5  | 6  | 9  | 10 | 11 | 11 | 11  | 12  | 12  | 13  | 16  | 19  | 19  | 22  | 25  | 25  | 25* | 26  | 26  | 30* | 31  | 31  | 34  | 34  | 37  | 38  | 41  | 41  | 41  | 44  | 44  |
| Chengdu       | 0  | 0  | 1  | 2  | 3  | 4  | 5  | 6  | 9  | 12  | 15  | 18* | 21  | 21  | 27* | 18  | 28  | 28  | 28* | 28* | 31  | 31  | 38* | 39  | 42  | 45  | 48  | 51  | 54  | 55  | 56  | 59  | 62  | 65  |
| Dalian Pro    | 1  | 1  | 2  | 3  | 3  | 3  | 6  | 7  | 7  | 7   | 8   | 8*  | 8*  | 11  | 12* | 18* | 19  | 19  | 19  | 19* | 19  | 22  | 25* | 28  | 29  | 30  | 33  | 36  | 39  | 42  | 42  | 42  | 45  | 45  |
| Guangzhou     | 0  | 0  | 0  | 0  | 3  | 3  | 3  | 3  | 3  | 6   | 6   | 6   | 6*  | 9   | 10* | 6   | 11  | 11  | 11  | 11  | 12  | 12  | 13  | 13  | 14  | 14  | 15  | 15  | 16  | 17  | 17  | 17  | 17  | 17  |
| Gua. City     | 0  | 3  | 3  | 3  | 3  | 3  | 3  | 3  | 3  | 3   | 3   | 3   | 3   | 3   | 3   | 6   | 6   | 9   | 9*  | 9*  | 10  | 11  | 15* | 15  | 15  | 15  | 15  | 15  | 15  | 16  | 17  | 20  | 23  | 23  |
| Hebei         | 0  | 0  | 0  | 0  | 0  | 0  | 3  | 3  | 3  | 3   | 3   | 3   | 3   | 3   | 3   | 3   | 3   | 3   | 3   | 3   | 3   | 3   | 3   | 3   | 3   | 3   | 3   | 3   | 3   | 3   | 6   | 6   | 6   | 6   |
| Henan S. L.   | 1  | 4  | 7  | 10 | 11 | 14 | 14 | 17 | 20 | 23  | 26  | 26  | 26  | 27  | 30  | 30  | 30* | 30  | 31* | 31* | 31  | 34  | 40* | 40  | 43  | 46  | 47  | 50  | 50  | 51  | 52  | 55  | 56  | 59  |
| Meizhou H.    | 1  | 2  | 5  | 6  | 7  | 7  | 10 | 13 | 14 | 14  | 17  | 20  | 23  | 23  | 26  | 26  | 29  | 30  | 30  | 30  | 30  | 33  | 34  | 37  | 40  | 40  | 40  | 40  | 43  | 43  | 43  | 46  | 46  | 49  |
| Shandong      | 3  | 3  | 6  | 9  | 12 | 12 | 15 | 18 | 21 | 24  | 27  | 27  | 33  | 36  | 39  | 30  | 39* | 40  | 43* | 43* | 46  | 47  | 56* | 59  | 62  | 62  | 65  | 65  | 65* | 66  | 69  | 72* | 75  | 78  |
| S. Port       | 0  | 0  | 3  | 6  | 6  | 9  | 10 | 13 | 16 | 16  | 17  | 17* | 20  | 21  | 24  | 28* | 31  | 34  | 34* | 34  | 34  | 37  | 43* | 46  | 49  | 49  | 49  | 49  | 52  | 53  | 56  | 59  | 62  | 65  |
| S. Shenhua    | 3  | 6  | 7  | 10 | 13 | 16 | 17 | 17 | 20 | 21  | 22  | 22* | 22  | 23  | 26  | 29* | 30  | 36* | 36* | 36  | 39  | 40  | 42* | 42  | 42  | 42  | 42  | 45  | 45  | 45  | 46  | 49  | 50  | 53  |
| Shenzhen      | 3  | 6  | 6  | 9  | 9  | 10 | 10 | 10 | 13 | 16  | 16  | 16  | 16  | 16  | 16  | 19  | 19  | 19  | 19* | 19  | 20  | 21  | 27* | 27  | 27  | 30  | 30  | 30  | 30  | 30  | 30  | 30  | 30  | 30  |
| Tianjin J. T. | 1  | 1  | 1  | 2  | 5  | 8  | 11 | 11 | 11 | 14  | 14  | 17  | 18  | 19  | 19  | 19  | 20  | 23  | 23* | 23  | 26  | 26  | 29* | 32  | 35  | 38  | 41  | 44  | 45  | 46  | 49  | 49  | 49  | 49  |
| Wuhan Y.      | 3  | 6  | 9  | 9  | 9  | 9  | 9  | 12 | 12 | 13  | 13  | 16  | 16  | 17  | 17  | 17  | 17  | 17  | 17  | 17  | 17  | 17  | 18  | 21  | 21  | 21  | 21  | 24  | 25  | 25  | 25  | 28  | 28  | 28  |
| Wuhan T. T.   | 3  | 6  | 7  | 10 | 13 | 16 | 19 | 22 | 25 | 28  | 31  | 34  | 37  | 40  | 43  | 43* | 43  | 44  | 47* | 47* | 47  | 50  | 56* | 59  | 59  | 62  | 65  | 65  | 68  | 69  | 72  | 72  | 75  | 78  |
| Zhejiang      | 0  | 1  | 1  | 2  | 5  | 8  | 9  | 9  | 12 | 15  | 18  | 18* | 18* | 19  | 23* | 27* | 28  | 29  | 29* | 29* | 32  | 35  | 39* | 42  | 43  | 46  | 49  | 52  | 55  | 58  | 59  | 62  | 62  | 65  |

#### Primati stagionali
Squadre
- Maggior numero di vittorie: Shandong Taishan, Wuhan Three Towns (25)
- Maggior numero di pareggi: Zhejiang, Chengdu Better City, Shanghai Shenhua, Cangzhou Mighty Lions, Changchun Yatai (11)
- Maggior numero di sconfitte: Hebei (32)
- Minor numero di vittorie: Hebei (2)
- Minor numero di pareggi: Hebei (0)
- Minor numero di sconfitte: Zhejiang, Chengdu Better City (5)
- Miglior attacco: Wuhan Three Towns (91 gol fatti)
- Peggiore attacco: Hebei (18 gol fatti)
- Miglior difesa: Shanghai Port (25 gol subiti)
- Peggior difesa: Hebei (115 gol subiti)
- Miglior differenza reti: Wuhan Three Towns (+63)
- Peggior differenza reti: Hebei (-97)
- Miglior serie positiva: Wuhan Three Towns (17, 1ª-17ª giornata)
- Peggior serie negativa: Hebei (23, 8ª-30ª giornata)

Partite
- Più gol (8): Henan Songshan Longmen-Changchun Yatai 6-2 (10ª giornata), Hebei-Changchun Yatai 1-7 (14ª giornata) e Shandong Taishan-Shenzhen 8-0 (29ª giornata).
- Maggiore scarto di gol (8): Shandong Taishan-Shenzhen 8-0 (29ª giornata).
- Maggior numero di reti in una giornata: 34 nella 25ª giornata.
- Maggior numero di espulsioni: 3 in Chengdu Better City-Beijing Guoan del 8 giugno 2022 e in Tianjin Jinmen Tiger-Changchun Yatai del 15 agosto 2022.

### Individuali

#### Classifica marcatori
| Gol | Rigori |  | Giocatore           | Squadra               |
| --- | ------ |  | ------------------- | --------------------- |
| 27  | 3      |  | Marcão              | Wuhan Three Towns     |
| 25  | 3      |  | Crysan              | Shandong              |
| 19  | 2      |  | Zhang Yuning        | Beijing Guoan         |
| 18  | 4      |  | Davidson            | Wuhan Three Towns     |
| 18  | 1      |  | Nyasha Mushekwi     | Zhejiang Pro          |
| 14  |        |  | José Kanté          | Cangzhou Mighty Lions |
| 13  | 4      |  | Moisés              | Shandong              |
| 13  | 1      |  | Franko Andrijasevic | Zhejiang Pro          |
| 12  | 1      |  | Rômulo              | Chengdu Rongcheng     |
| 12  | 1      |  | Lin Liangming       | Dalian Pro            |
| 12  | 3      |  | Felicio Brown       | Wuhan Yangtze         |
| 11  | 2      |  | Ademilson           | Wuhan Three Towns     |
| 11  | 2      |  | Wu Lei              | Shanghai Port         |